# Latin American Network Information Center
O Latin American Network Information Center (LANIC) é um portal exclusivo no tema de estudos da América Latina.  O site está afiliado ao Instituto de Estudos de América Latina Teresa Lozano Long (LLILAS) da Universidade do Texas em Austin.

## Missão
A missão do LANIC é facilitar o acesso a todo tipo de informação baseada na Internet relacionada com a América Latina.   O site publica tanto recursos acadêmicos e de investigação, como também noticias, arte, música e receitas dessa região. O portal atualmente recebe mais de 5.4 milhões de visitas por mês e contém páginas por 41 países e 81 matérias temáticas.

## História
O servidor Gopher, em funcionamento desde 1992, foi o primeiro serviço informativo deste tipo na Internet para América Latina, como assim o foi o nosso site, que está funcionando continuamente desde 1994.
Uma página de observação eleitoral foi agregado em 1998 para prover informação sobre as eleições presidenciais e legislativos levadas a cabo na América Latina. As páginas para cada país estão divididas em cinco seções: Cobertura Eleitoral, Recursos Eleitorais, Notícias, Partidos e Candidatos, e Resultados.
Em 2008, LANIC fez uma atualização do portal para facilitar o acesso.http://web.archive.org/web/*/lanic.utexas.edu/ Versões anteriores do site estão guardados no Wayback Machine do Internet Archive. 
Em 2009 Partidos Políticos e Produção, Tráfico e Consumo de Drogas forem agregado como matérias novas.

## Conteúdo
Os índices, avaliados e mantidos pela equipe do LANIC, contém mais de 12.000 URL únicos, os quais fazem deles uns dos maiores guias de conteúdo da América Latina na Internet.  A informação está disponível em Inglês, Espanhol, e Português. O conteúdo está organizado por matéria (história, educação, ciência, etc.) ou por país.
LANIC conta com uma enorme coleção de conteúdo digital em seu Etext Collection, incluindo o texto completo de milhares de livros, revistas especializadas, discursos, e documentos de investigação. Essa coleção inclui os textos completos de mais de dois mil discursos de Fidel Castro; mais de 75 mil páginas de Mensagens Presidenciais da Argentina e México; e milhares de textos sobre diversos temas de América Latina apresentadas em conferências em todo o mundo.
Além disso, LANIC mantém um programa ativo que guarda arquivos web (web archiving), que inclui uma coleção de documentos governamentais da América Latina, LAGDA.